# Elmer Angsman
Elmer Joseph Angsman Junior (* 11. Dezember 1925 in Chicago, Illinois; † 11. April 2002 in West Palm Beach, Florida) war ein US-amerikanischer American-Football-Spieler. Er spielte als Runningback in der National Football League (NFL) bei den Chicago Cardinals.

## Jugend
Elmer Angsman wuchs im Süden von Chicago auf. Sein Vater war Rinderhändler. Auf der Mount Carmel High School spielte er zum ersten Mal Football. Sein Team wurde von zwei ehemaligen Spielern der Notre Dame Fighting Irish trainiert, dem Footballteam der University of Notre Dame. Während seiner Kindheit wurden seine Trommelfelle infolge einer Erkrankung unheilbar geschädigt. Das amerikanische Militär verzichtet daher auf seine Musterung.

## Spielerlaufbahn
Ab dem Jahr 1943 studierte Angsman an der University of Notre Dame und spielte dort für die von Frank Leahy trainierten Fighting Irish. In seinem ersten Spieljahr gewannen die Fighting Irish neun von zehn Spielen und erlangten damit die nationale College-Football-Meisterschaft. Angsman entwickelte sich zu einem Spitzenspieler der Fighting Irish. Im folgenden Spieljahr erzielte er mit Laufspiel einen Raumgewinn von 616 Yards, ferner gelangen ihm sieben Touchdowns. Beide stellten Mannschaftsbestleistungen dar. Im Jahr 1945 erfolgte schließlich seine Wahl zum All American. 1946 sicherten sich die Chicago Cardinals die Rechte an Angsman. Sie drafteten ihn in der 3. Runde an 16. Stelle. Angsman hätte normalerweise noch ein Jahr bei der Mannschaft der Fighting Irish spielen können, die Cardinals unterstützen jedoch sein Studium, indem sie ihm monatlich 200 US-Dollar überwiesen. Angsman entschloss sich sein Journalismusstudium vorzeitig zu beenden und sich den Cardinals, die von Jimmy Conzelman betreut wurden, anzuschließen. Die Mannschaft um Pat Harder, Bill Campbell, Buster Ramsey, Vince Banonis und Frank Seno blieb im ersten Spieljahr von Angsman erfolglos. 1947 gelang der Mannschaft aus Chicago die Verpflichtung von Charley Trippi. Das Team konnte in dieser Saison neun von zwölf Spielen gewinnen. Angsman erzielte acht Touchdowns und führte damit die Bestenliste des Vereins an. Die Cardinals zogen mit ihrer Leistung in das NFL-Meisterschaftsspiel ein, wo sie die Philadelphia Eagles unter Head Coach Greasy Neale vor über 30.000 Zuschauern mit 28:21 besiegen konnten. Angsman trug zwei Touchdowns zum Sieg seiner Mannschaft bei. Im nächsten Spieljahr gewannen die Cardinals elf von zwölf Spielen. Angsman erzielte neun Touchdowns, konnte aber die anschließende 7:0-Niederlage seiner Mannschaft gegen die Eagles im NFL-Endspiel nicht verhindern. Unter Buddy Parker konnten die Cardinals in der Saison 1949 nicht mehr an ihre Erfolge anknüpfen. Auch Curly Lambeau gelang dies in den nächsten beiden Spielrunden nicht. Angsman beendete nach der Saison 1952 seine Laufbahn.

## Abseits der Karriere
Elmer Angsman heiratete im Jahr 1951. Er betrieb nach seiner Laufbahn einen Lebensmittelhandel, arbeitete aber auch als Radiomoderator bei dem US-amerikanischen Sender CBS und als Sportmoderator für die Übertragung von Footballspielen bei den Sendern ABC und NBC. Er gründete danach in Goshen eine Firma die Pappteller herstellte und setzte sich 1998 zur Ruhe. Elmer Angsman starb an einem Herzinfarkt. Seine Grabstätte ist nicht bekannt.

## Ehrungen
Angsman spielte einmal im Pro Bowl, dem Abschlussspiel der besten Spieler einer Saison. Er wurde dreimal zum All-Pro gewählt. Er ist Mitglied in der Chicagoland Sports Hall of Fame.